# Kulajat at-Taubijja
Kulajat at-Taubijja (arab. ‏قليعات الطوبية‎) – wieś w Syrii, w muhafazie Idlib. W 2004 roku liczyła 730 mieszkańców.